# Želva sloní
Želva sloní (Chelonoidis niger) je spolu se želvou obrovskou největší žijící pozemní druh želvy.

## Popis
Želva sloní může být až 1,3 m dlouhá a dosahuje hmotnosti až 300 kg. Tvar krunýře se liší podle poddruhu želvy: některé mají krunýř sedlovitý a v přední části klenutý, což jim umožňuje zvednout hlavu a dosáhnout tak i na vyšší zdroje potravy, jiné mají krunýř klenutý a živí se nižšími rostlinami. Vždy je černě zbarvený. Končetiny jsou robustní, s krátkými prsty.

## Rozšíření
Je to endemit souostroví Galapágy. Toto souostroví je sopečného původu. Želvy tak žijí na velmi úrodné půdě, zároveň ale také na černém sopečném popelu, který je vysoce výhřevný.
Pro jednotlivé ostrovy jsou typické specifické poddruhy.
Historicky se uvádí až 250 000 jedinců, v současnosti se uvádí méně než 12 tisíc těchto zvířat. V případě některých poddruhů se však jedná jen o desítky jedinců.

## Biologie
Většinu života tráví pastvou v malých skupinách a vyhříváním se v loužích nebo válením v bahně.
V období rozmnožování se samci stávají teritoriální a hledají partnerky. Technika zásnub je u samců želv sloních nekompromisní. Jakmile samec vyhledá příhodnou samici, drsně jí vnutí podřízené postavení, kouše a štípe ji do nohou, aby ji přinutil k nehybnosti. Potom se vysune na její hřbet a páří se s ní.
Jsou vejcorodé, samice vyhrabávají v zemi jámy, kam pak kladou dvě až osm vajec.
Vědecký výzkum, publikovaný koncem roku 2019, ukázal, že tito plazi mají poměrně vysoký stupeň kognitivních schopností i paměti a nejedná se tedy o tvory v žádném smyslu "tupé".

## Ochrana
Přestože některé želvy sloní žijí zaručeně déle než 100 let, druh je z hlediska ochrany zranitelný ve své existenci. Tyto želvy jsou ohrožovány hlavně v mladém věku introdukovanými zvířaty, například potkany, kočkami a potravní konkurencí v podobě koz a dobytka.
Od roku 1965 se snaží výzkumná stanice Charlese Darwina (Charles Darwin Research Station) na základě programu a repatriace želv sloních pozvednout jejich upadávající populaci. Do března roku 2000 bylo vypuštěno do přírody 1000 želv sloních.

## Poddruhy
- G. abingdoni (Gunther, 1877)
- G. becki (Rothschild, 1901)
- G. darwini (Van Denburgh, 1907)
- G. ephippium (Gunther, 1845)
- G. galapagoensis (Baur, 1889)
- G. guntheri (Baur, 1889)
- G. hoodensis (Van Denburgh, 1907)

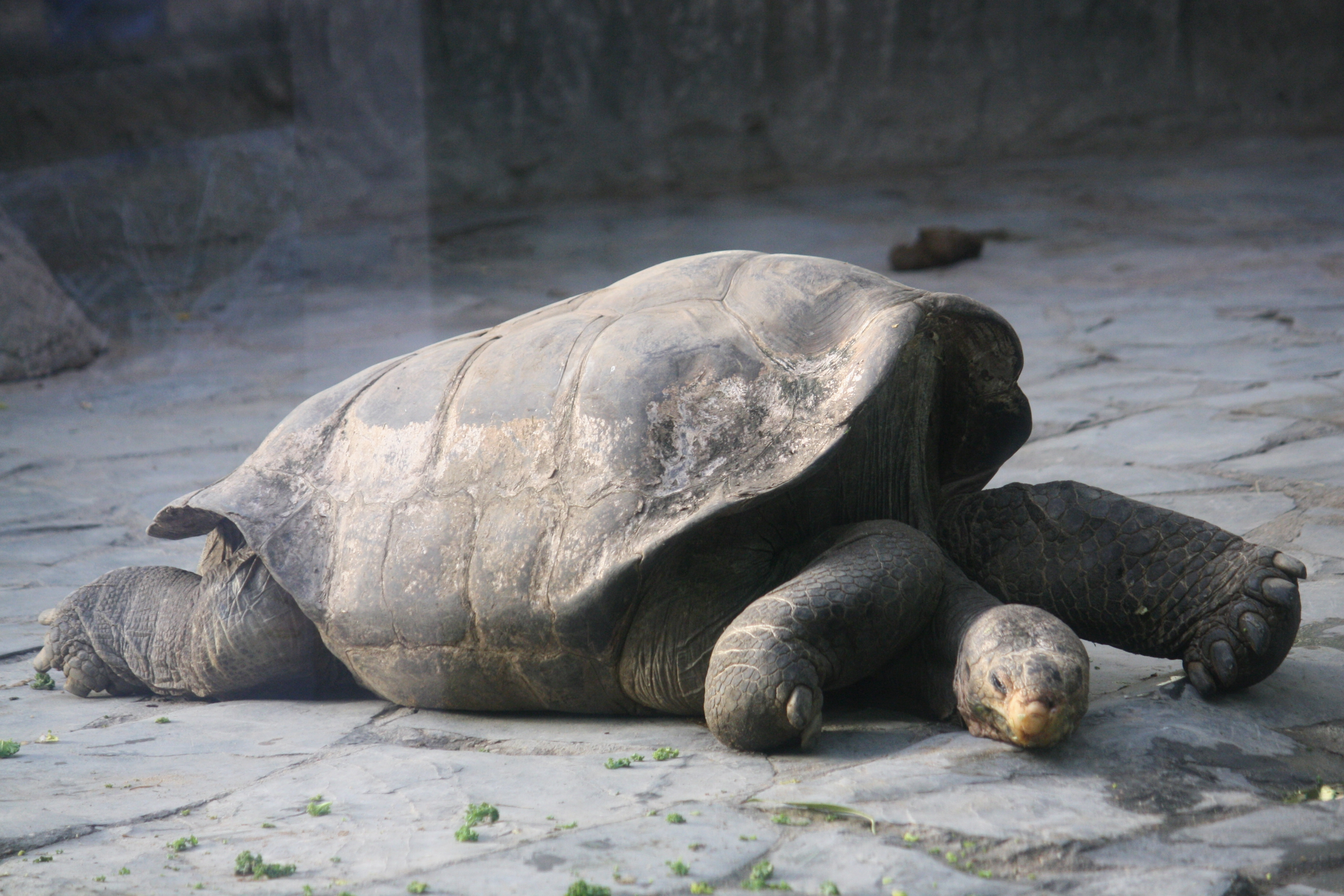
Želva sloní pinzónská (G. ephippium) v pražské zoo

- G. chathamensis (Van Denburgh, 1907)
- G. micropyes (Gunther, 1875)
- G. nigra (Harlan, 1827)
- G. phantastica (Van Denburgh, 1907)
- G. porteri (Rothschild, 1903)
- G. vandenburghi (de Sola, 1930)

## Chov v zoo
Želvy sloní jsou v zoo chovány velmi zřídka. V rámci Evropy se jedná jen o přibližně 15 zařízení.
V Česku chová želvy sloní pouze Zoologická zahrada Praha, kde jsou dva příslušníci tohoto druhu společně se želvami obrovskými hlavními taháky pavilonu velkých želv. Chována je jak želva sloní santacruzská (samec Eberhard), tak želva sloní pinzónská. Právě v případě želvy sloní pinzónské se jedná o jediný exemplář mimo Galapágy – tento výrazný samec se jmenuje Antonio.

## Galerie

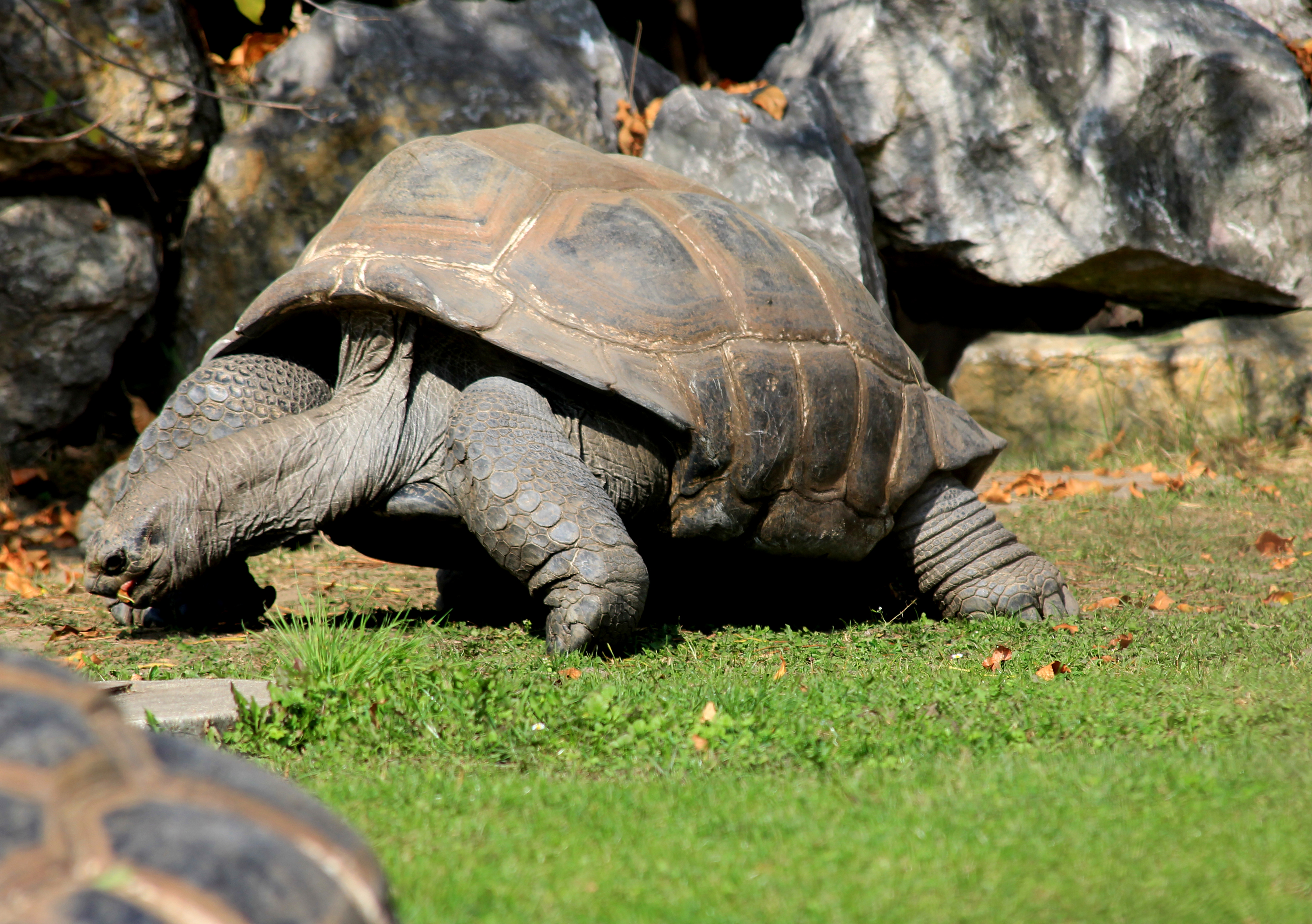
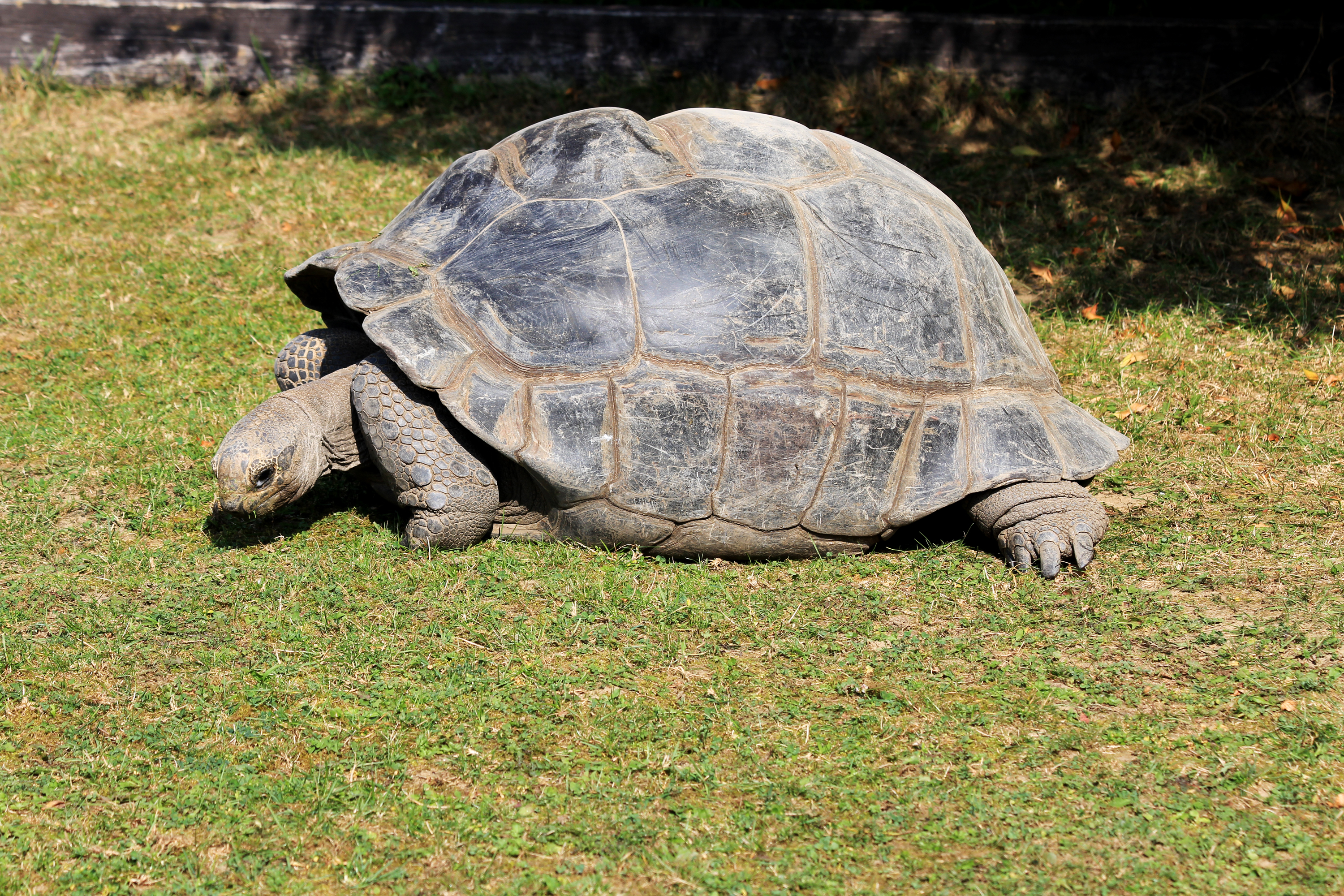
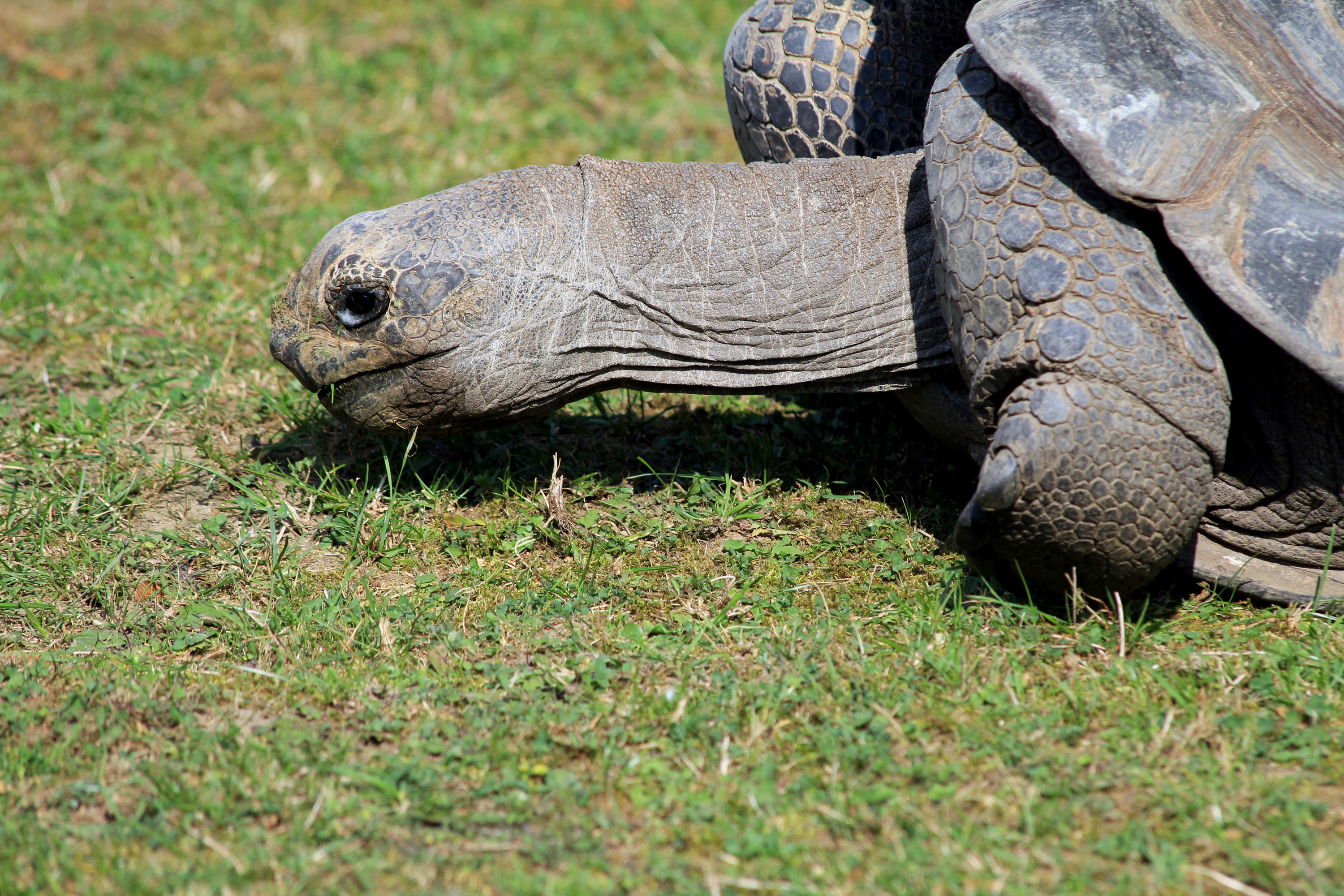
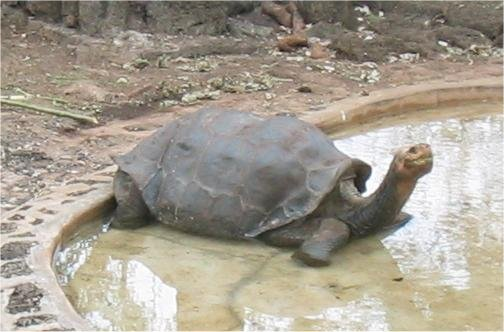
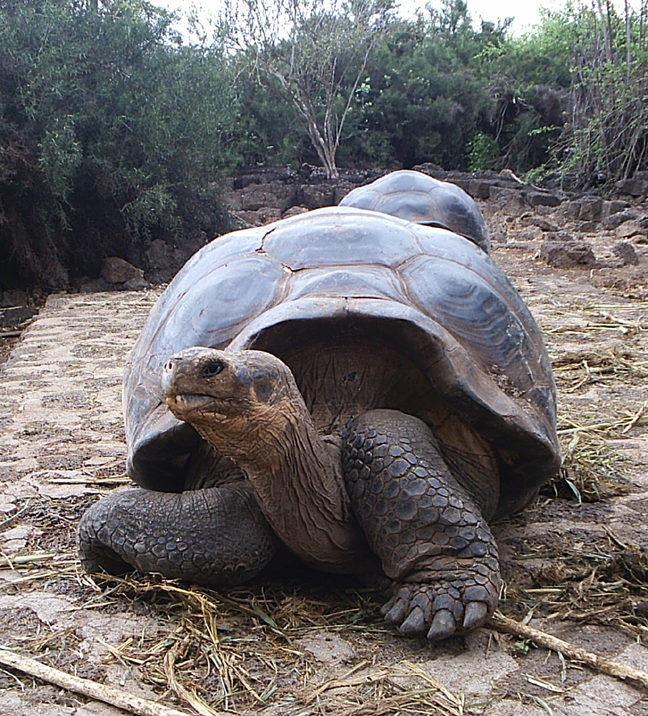
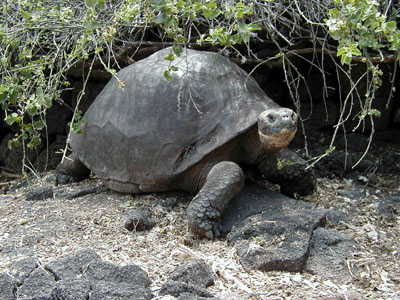
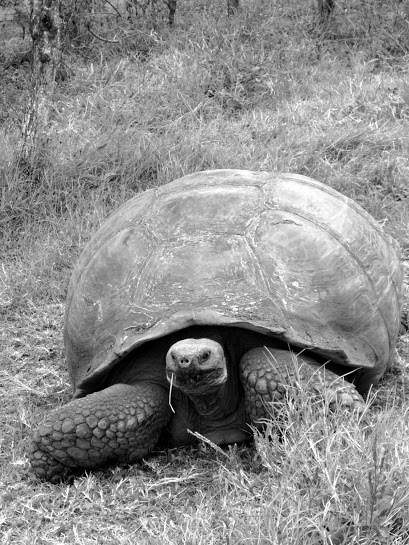
Chelonoidis nigra Galapágy
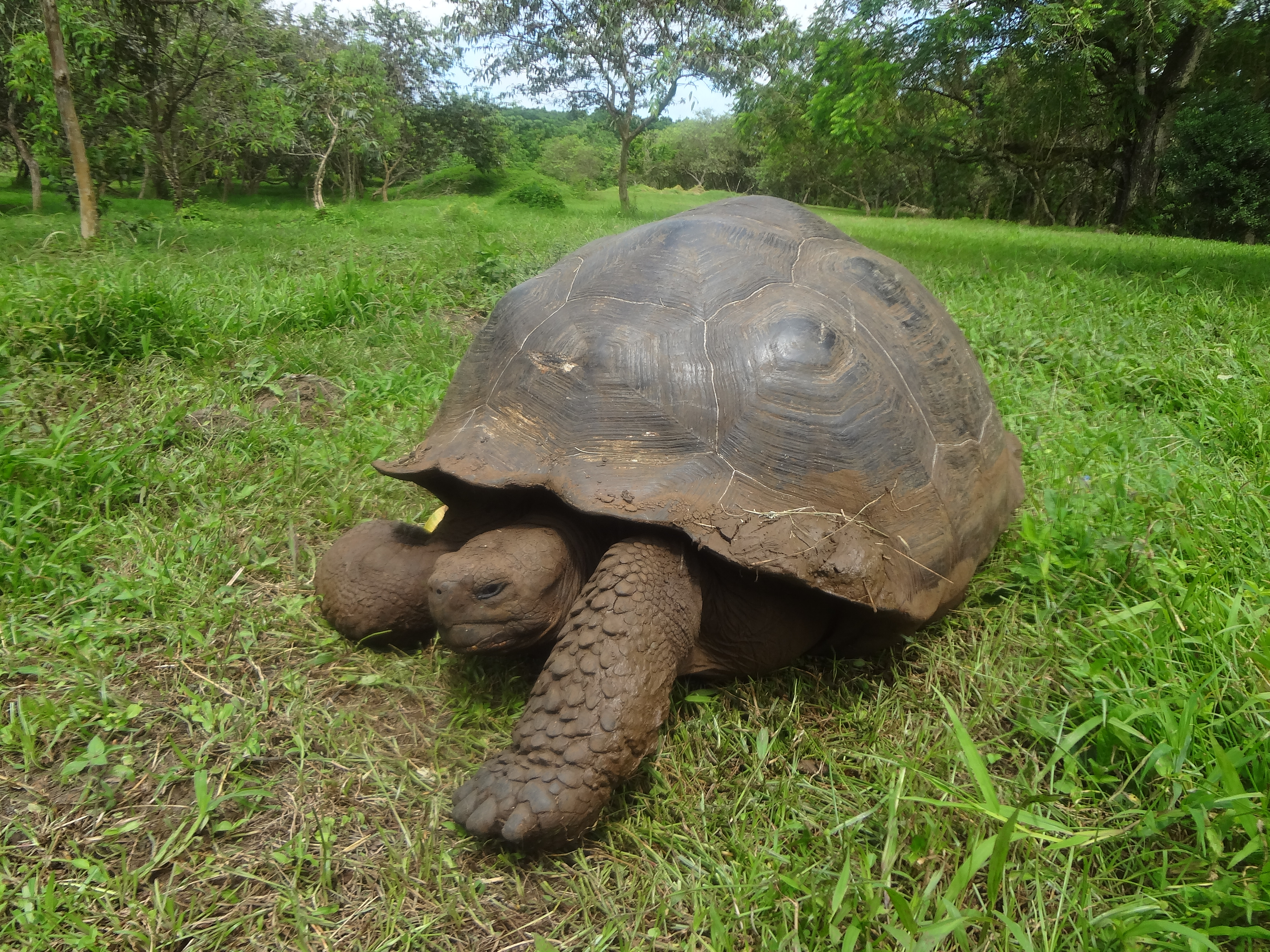
(Chelonoidis nigra) El Chato Reserve, Santa Cruz Galapagos